# Augusto i Michaela Odone
Augusto Odone (ur. 6 marca 1933 w Rzymie, zm. 24 października 2013) i Michaela Odone (ur. 1939, zm. 10 czerwca 2000 w Fairfax) – twórcy oleju Lorenza, rodzice Lorenzo Odone.

## Życiorysy
Augusto Odone urodził się 6 marca 1933 roku w Rzymie, a dorastał w wiosce Gamalero w Piemoncie. W 1969 roku przeprowadził się do Waszyngtonu, gdzie podjął pracę jako ekonomista Banku Światowego. Najpierw był żonaty z Ullą Sjostrom, następnie jego żoną została Michaela Murphy.
Michaela Murphy urodziła się w 1939 roku w Yonkers. Studiowała romanistykę na Dunbarton College, a studia ukończyła w 1962 roku i na kilka lat wyjechała do Francji. Studiowała na Uniwersytecie w Grenoble, następnie pracowała w marketingu w Paryżu i Nowym Jorku.
W 1978 roku urodził się ich syn Lorenzo. W latach 1981–1983 rodzina mieszkała na Komorach u wybrzeży Afryki, gdzie pracował Augusto, po czym przeniosła się do Fairfax w Wirginii. Wkrótce po powrocie do USA u sześcioletniego Lorenzo zaczęły pojawiać się objawy adrenoleukodystrofii: napady złości, kłopoty z utrzymaniem równowagi, problemy z mówieniem, utrata wzroku i słuchu, a dziecku dano dwa lata życia.
Chcąc przedłużyć życie syna Augusto i Michaela Odone zaczęli samodzielnie studiować medycynę oraz biochemię tego schorzenia. Po pół roku dysponowali szeroką wiedzą o chorobach metabolicznych. Rodzice zorganizowali konferencję dla ekspertów z całego świata. W efekcie przy pomocy Dona Suddaby’ego opracowano mieszaninę olejów, która miała powstrzymać postęp choroby angażując enzymy odpowiedzialne za syntezę szkodliwych substancji. Po dwóch latach kuracji choroba zatrzymała swoje postępy, a stan Lorenzo poprawił się.
Opracowana mieszanina znana jest jako olej Lorenza i została przez Augusto Odone opatentowana. Ukończone w 2005 roku badania na 84 chorych dzieciach dowiodły skuteczności substancji w hamowaniu rozwoju schorzenia. W 1989 roku małżeństwo utworzyło fundację Myelin Project, która promowała badania w zakresie schorzeń tego typu. Pomimo badań nad olejem Lorenza, Odone nie mogli uchronić własnego dziecka od postępów choroby, która w chwili opracowania tego środka była już zbyt zaawansowana.
Po śmierci Michaeli 10 czerwca 2000 roku (w Fairfax) Augusto nadal zajmował się synem, korzystając z pomocy przyjaciół. W 2008 roku, gdy Lorenzo zmarł z powodu zapalenia płuc, Augusto wrócił do Włoch, by być bliżej dwojga dzieci z pierwszego małżeństwa (Cristina i Francesco) oraz wnuka. Zmarł 24 października 2013 roku.
Na podstawie historii rodziny Odone powstał w 1992 roku film Olej Lorenza.